# 约根·格拉巴克
约根·格拉巴克（挪威語：Jørgen Graabak，1991年4月26日—），挪威男子北欧两项运动员。他曾代表挪威参加2014年、2018年和2022年冬季奥林匹克运动会北欧两项比赛，获得四枚金牌和二枚银牌。